# Arròs fregit americà
L'arròs fregit americà (ข้าว ผัด อเมริกัน, Khao pad Amerigan, també Nasi Goreng USA) és un plat d'origen tailandès i malai, consistent en arròs fregit amb ingredients americans (com guarnició) com ara el pollastre fregit, pernil, salsitxa, panses, salsa de tomàquet i croûton. Altres ingredients, com la pinya, són opcionals. És conegut com a arròs tres delícies pels clients de restaurants xinesos. A Occident aquest famós arròs tres delícies, molta gent, dona per fet que és un plat típic de la Xina quan en realitat no és així, malgrat que el seu origen sí que té a veure amb aquest país, tot indica que és un plat que es va crear als Estats Units entre els segles xix i xx gràcies als treballadors xinesos que van participar en la construcció del ferrocarril intercontinental i que per sobreviure amb el seu baix sou menjaven de manera molt frugal: van barrejar l'arròs amb verdures aprofitades del que no volien altres treballadors irlandesos i nord-americans. Era fàcil de preparar, ràpid, econòmic i els proporcionava un mínim de calories (encara que deuria costar molt suportar la dura feina que havien de dur a terme) i es consumia acompanyat amb salsa de soia. Cal advertir que s'ha comentat que aquest plat té altres procedències (una d'elles seria Europa).
Com que va ser inventat durant la guerra del Vietnam per alimentar al Cos de Marines dels Estats Units i a la Força Aèria amb base a Tailàndia, es va fer molt comú a Bangkok, però generalment no es troba en restaurants de menjar tailandès fora de Tailàndia. Amb la recent proliferació de restaurants tailandesos, l'arròs fregit americà apareix en els menús de restaurants de menjar tailandès en els Estats Units.
El nom ve del fet que la majoria dels ingredients són d'Amèrica o almenys d'origen occidental. L'equivalent malai de l'arròs fregit americà és anomenat Nasi Goreng USA, es fa amb molts dels mateixos ingredients, però, no s'utilitzen productes derivats del porc (en ser Malàisia un país musulmà), a part, els clients tenen l'opció de demanar salsa de tomàquet o salsa de xili.
La recepta de l'arròs tres delícies és la següent: Arròs blanc i les tres hortalisses (ceba, pastanaga, pèsols bullits), Oli, sal
Es neteja bé l'arròs i es deixa reposar uns minuts i es posa amb una olla amb aigua (cal no excedir-se en la quantitat) i amb una mica de sal es posa al foc. Quan comença a bullir es remena bé però sense exagerar i s'ha de procurar que es vagi consumint el líquid i finalment s'aboca damunt del marbre i es deixa que es refredi el més ràpid possible. Cal tenir present que hi ha molta gent que li agrada l'arròs “al dente.”
Mentre, en una paella. es va fent la ceba a rodanxes fins que quedi daurada (no falta que quedi massa tova) i s'afegeix la pastanaga ratllada i els pèsols fins que tot quedi amorosit. I quan ja està al punt s'hi posa l'arròs, es barreja fins que tot quedi homogeni se serveix calent.
Posteriorment a aquest arròs se li va anar afegint: trossets de pernil dolç, ou i gambes pelades...
L'arròs tres delícies es pot fer servir com a guarnició d'altres plats.